# Copa Juan Mignaburu 1943
Copa Juan Mignaburu 1943 - mecz towarzyski o puchar Juana Mignaburu odbył się po raz piąty (zarazem ostatni) w 1943 roku. W spotkaniu uczestniczyły zespoły: Argentyny i Urugwaju.

## Mecze
| 28 marca Buenos Aires |  | Argentyna | 3 | - | 3 (2-1) | Urugwaj |

W wyniku losowania trofeum otrzymał poprzedni jego zdobywca.
Triumfatorem turnieju Copa Juan Mignaburu 1943 został zespół Argentyny.